# Сошенка
Сошенка (укр. Сошень, укр. Сушана) — река на Украине, протекает по территории Шепетовского района Хмельницкой области. Левый приток реки Горынь (бассейн Днепра).
Длина реки — 14 км, площадь водосборного бассейна — 52,1 км². Имеет четыре притока общей длиной 6 км. Густота речной сети — 0,38 км/км².
Берёт начало восточнее села Плужное. Течёт в восточном и юго-восточном направлении через села Заречье и Сошное. Впадает в Горынь в пределах города Изяслава. Устье находится в 514 км от устья Горыни. Напротив Сошенки в Горынь в Изяславе также впадает Понора.